# Московский государственный университет экономики, статистики и информатики
Московский государственный университет экономики, статистики и информатики (МЭСИ) — высшее учебное заведение в Москве, существовавшее в 1932—2015 годах. Реорганизовано присоединением к Российскому экономическому университету имени Г. В. Плеханова.

## История
Основан в 1932 году как Московский институт народнохозяйственного учёта, в 1948 году был преобразован в Московский экономико-статистический институт (МЭСИ). В 1982 году МЭСИ был награждён Орденом Трудового Красного Знамени. В 1996 году получил статус университета и был переименован в Московский государственный университет экономики, статистики и информатики, при сохранении прежней аббревиатуры.
10 марта 2015 года министр образования и науки России подписал приказ о присоединении МЭСИ к РЭУ имени Г. В. Плеханова. Ранее с предложением об объединении вузов в Минобрнауки России обратились Ученые советы образовательных организаций. Причина этого неясна. 17 февраля вопрос об объединении был рассмотрен на заседании Комиссии по оценке последствий принятия решения о реорганизации федеральной государственной образовательной организации при Минобрнауки России. По итогам обсуждения оценки всех рисков, перспектив и потенциалов слияния с участием представителей Департамента образования г. Москвы, Совета ректоров вузов г. Москвы и Московской области, Минобрнауки России, РЭУ имени Г. В. Плеханова и МЭСИ, Комиссия единогласно одобрила проведение реорганизации путём присоединения МЭСИ к РЭУ имени Г. В. Плеханова. На базе объединенного вуза будет создан ведущий экономический исследовательский университет.

## Директора и ректоры
- 1932—1936: Соколов, Николай Дмитриевич

С конца 1936 по конец 1940 сменилось три директора МИНХУ: Толмачев А. Г., Ширинский И. Д., Еловцан А. Л., а с декабря 1940 г. и. о. директора был назначен Александров И. К. В это время методическую поддержку институту оказывал входивший в руководство статистической службы В. Н. Старовский, в чьём подчинении фактически находился МИНХУ.
- 1942—1954: Крыгин Г. Г.
- 1954—1961: Овсиенко, Валентин Ермолаевич[4]
- 1961—1966: Коборов, Николай Ксенофонтович[5]
- 1966—1971: Королёв, Михаил Антонович
- 1972—1992: Шураков, Виктор Владимирович
- 1992—2007: Тихомиров, Владимир Павлович
- 2007—2015: Тихомирова, Наталья Владимировна

## Структура
В составе университета действовали 6 учебных институтов — компьютерных технологий, менеджмента, экономики и статистики, права, непрерывного образования, дополнительного и бизнес-образования.
3 учебных корпуса:
- Новое-1 — ул. Нежинская, д. 7;
- Новое-2 — ул. Нежинская, д. 7, к. 2;
- Спортивная — Б. Саввинский пер., д. 14;

## Рейтинги
Вуз занял 10 место в рейтинге Forbes: самые сильные университеты России.
29 место в рейтинге «Эксперт РА» 100 лучших вузов России за 2012 г.
В 2014 году агентство «Эксперт РА», включило вуз в список лучших высших учебных заведений Содружества Независимых Государств, где ему был присвоен рейтинговый класс «D».

## Память
В честь университета названа автобусная остановка «МГУЭСИ», расположенная на Староволынской улице, у принадлежавшего МЭСИ учебного комплекса зданий на Нежинской, ныне используемого РЭУ имени Г. В. Плеханова.

## Выпускники
- Алексеева, Людмила Михайловна — советский диссидент и российский общественный деятель, участница правозащитного движения в СССР и постсоветской России, один из основателей (в 1976 году) Московской Хельсинкской группы.
- Венецкий, Илья Григорьевич (1914—1981) — советский статистик, демограф, доктор экономических наук, профессор[4].
- Гайзер, Вячеслав Михайлович — российский государственный деятель, министр финансов (2003—2010) и Глава Республики Коми (с 2010 года по 2015 год).
- Дементьева, Раиса Фёдоровна — советский государственный деятель, второй секретарь Московского горкома КПСС (1980—1986). Депутат Верховного Совета СССР (1979—1989). Член ЦК КПСС (1976—1986).
- Кваша, Александр Яковлевич (1928—2007) — советский и российский демограф, профессор МГУ[4].
- Нуралиев, Борис Георгиевич — советский и российский предприниматель, один из основателей компании «1C».
- Ольшанский, Леонид Дмитриевич — российский политический и общественный деятель, адвокат и правозащитник, вице-председатель Движения автомобилистов России.
- Пунцагийн Жасрай — монгольский политический и государственный деятель, премьер-министр Монголии (1992—1996).
- Роудз, Кингстон Папье — председатель Комиссии ООН по международной гражданской службе, Почётный доктор МГИМО МИД России.
- Рогозин, Алексей Дмитриевич — российский государственный деятель и управленец. Вице-президент по транспортной авиации ПАО «Объединенная авиастроительная корпорация». Генеральный директор Авиационного комплекса имени Ильюшина.
- Слуцкий, Леонид Эдуардович — российский политик. Председатель Комитета Государственной Думы по международным делам с 5 октября 2016 года.
- Суринов, Александр Евгеньевич — российский государственный деятель, руководитель Федеральной службы государственной статистики с декабря 2009 г.
- Сутягинский, Михаил Александрович — промышленник, бизнесмен, в 2008—2011 гг. — депутат Государственной Думы ФС РФ V созыва, член Комитета ГД ФС РФ по экономической политике и предпринимательству.
- Токарев, Владимир Александрович — российский государственный деятель. Руководитель Федерального агентства по строительству и жилищно-коммунальному хозяйству (апрель — ноябрь 2013).
- Четвериков, Александр Владимирович — российский предприниматель, государственный и политический деятель, депутат Государственной думы VI созыва, член комитета Госдумы по экономической политике, инновационному развитию и предпринимательству.
- Шляпентох, Владимир Эммануилович — советский и американский (с 1979) социолог.
- Шукеев, Умирзак Естаевич — Заместитель Премьер-Министра Республики Казахстан-министр сельского хозяйства Республики Казахстан (с 15 декабря 2017 года) председатель правления АО «Самрук-Қазына» (2011—2017 годы), первый заместитель Премьер-Министра Республики Казахстан (2009—2011 годы).
- Юрьев, Евгений Леонидович — российский предприниматель и общественный деятель.
- Беспалов, Владимир Александрович — доктор технических наук, профессор, ректор Национального исследовательского университета «МИЭТ» (с 2016 года).
- Назаров, Михаил Георгиевич — государственный деятель и ученый-экономист. Доктор экономических наук, профессор.
- Лоза, Юрий Эдуардович — советский и российский певец, композитор, автор песен.
- Макаревич, Анастасия Алексеевна — российская певица, основная солистка и фронтвумен российской женской поп-группы «Лицей» с момента основания коллектива в 1991 году.
- Орлова, Ольга Юрьевна — российская эстрадная певица, актриса, автор песен, телеведущая.
- Елена Перова — российская певица и музыкант, телеведущая, актриса.
- Салтыкова, Ирина Ивановна — советская и российская эстрадная певица и актриса.
- Троицкий, Артемий Кивович — советский и российский рок-журналист, музыкальный критик, один из первых пропагандистов рок-музыки в СССР, инди (независимой)- и электронной музыки в России.

## Скандал
В январе 2014 года депутат Рижской Думы Руслан Панкратов просил Президента России вмешаться в ситуацию с Рижским филиалом МЭСИ — Московским Государственным Университетом Экономики, Статистики и Информатики. Сразу после вступления в должность директора, он провёл аудит вверенного ему филиала, который и выявил не просто грубейшие нарушения законодательства Латвийской Республики, но и породил подозрения о хищении из федерального государственного бюджета РФ в размере 860.000 евро.
Как только руководству головного ВУЗа МЭСИ стало известно об обращении, были погашены все долги со всеми штрафными санкциями с октября месяца прошлого года и даже оплачена аренда учебных помещений на месяц вперёд. Аудитории открыли свои двери, преподаватели и студенты вновь приступили к занятиям. Практически сразу ректор МЭСИ Наталья Тихомирова подписала приказ об увольнении Р. Панкратова с должности формулировкой «в связи с ненадлежащим исполнением должностных обязанностей».